# Фруктова вулиця (Житомир)
Фруктова вулиця — вулиця в Корольовському районі міста Житомир. 

## Розташування
Розташована у завокзальній частині міста. Бере початок від Київського шосе. Прямує на північний захід. Завершується перехрестям з 1-м Мар'янівським провулком. Від вулиці беруть початок 1-й, 2-й, 3-й, 4-й, 5-й Фруктові провулки.

## Історія
Вулиця показана на мапах міста 1941 — 1942 рр. як дорога у вільній від забудови місцевості. У 1950 році надано назву Фруктовий провулок. З 1958 року чинна назва. Забудова вулиці формувалася протягом 1950 -х— 1960-х рр. Наприкінці 1960-х років вулиця та її садибна забудова сформовані.